# Filosofie van de wiskunde
De filosofie van de wiskunde is de tak van wetenschapsfilosofie die zich bezighoudt met de wiskunde. Hierbij staat de vraag centraal wat het onderzoeksonderwerp van de wiskunde is. Dit gebied is in de eerste helft van de 20e eeuw opgekomen en omvat de studie naar de rol van de wiskunde in de maatschappij en de wetenschappelijke methoden die in de wiskunde worden gebruikt, die geldige resultaten opleveren. Daarbij wordt onder andere gekeken naar de grondslagen van de wiskunde, wiskundige logica, modeltheorie en axiomatische verzamelingenleer. Ook etnowiskunde, wat de relatie tussen cultuur en wiskunde beschrijft, is als een onderdeel van de filosofie van wiskunde te zien.

## Verschillende stromingen
De eerste vraag, naar het onderzoeksonderwerp, leidt tot verschillende theorieën en stromingen aangaande de ontologische status van wiskundige objecten zoals getallen en verzamelingen. 
- De platonische stroming gaat ervan uit dat deze een reëel bestaan leiden en door wiskundigen worden ontdekt.
- Het cantorisme, genoemd naar Georg Cantor, wil de wiskunde baseren op de verzamelingenleer en gelooft in het bestaan van oneindige verzamelingen en transfiniete getallen.
- Het logicisme met Gottlob Frege en Bertrand Russell wil de wiskunde baseren op de logica.
- De constructivistische stroming, daarentegen, stelt dat wiskundige objecten door de menselijke geest worden geconstrueerd.
- Het intuïtionisme stelt nog radicaler, dat wiskundige objecten worden geconstrueerd in de menselijke geest en alleen hier intuïtief bestaan. Bertus Brouwer en Arend Heyting waren belangrijke vertegenwoordigers van deze leer.
- Een formalistische stroming ontzegt wiskundige objecten ieder zelfstandig bestaan en stelt dat die alleen binnen een wiskundige theorie bestaan.

Deze stromingen meenden zelf de enige waarheid te bevatten en hebben elkaar aan het begin van de 20e eeuw over de grondslagen van de wiskunde flink bestreden. De onvolledigheidsstellingen van Gödel maakten in 1931 een eind aan deze strijd, toen Kurt Gödel bewees dat geen enkel stelsel van wiskundige axioma's ooit in staat zou zijn de wiskunde volledig en consistent te beschrijven. De verschillen tussen de verschillende stromingen leiden soms tot onenigheid over de geldigheid van bewijsmethodes en stellingen, vooral wanneer het over oneindigheid gaat.

### Frankrijk
Er bestaat onder andere binnen de wetenschapsfilosofie in Frankrijk een hele traditie van filosofen die zich bezighielden met de wiskunde, vaak in combinatie met een historische insteek. Vertegenwoordigers hiervan zijn Gaston Milhaud, Léon Brunschvicg, Jean Cavaillès, Jean-Toussaint Desanti, Jean Ladrière en Suzanne Bachelard. Volgens deze auteurs moet men, om de wiskunde te begrijpen, ook de geschiedenis van de wiskunde onderzoeken. Vaak inspireren deze auteurs zich daarnaast op of zetten zich af van de fenomenologie van Edmund Husserl, een auteur die ook uitvoerig over de wiskunde heeft geschreven.
Jean Cavaillès 1903–1944 bekritiseerde in zijn werk veel van de hierboven genoemde stromingen. Hij vond dat men de wiskunde niet moest onderzoeken vanuit de menselijke geest, maar vanuit een 'dialectiek van het concept'. Vanuit historisch perspectief zou het duidelijk worden dat er binnen de geschiedenis van de wiskunde steeds nieuwigheden opduiken, die op voorhand niet te voorspellen waren, maar dat alleen achteraf is te verklaren hoe zij uit eerdere ontdekkingen zijn voortgekomen. Een dynamische of dialectische benadering is voor de wiskunde nodig om tot nieuwe theorieën te komen. Cavaillès heeft het door zijn vroege dood niet verder kunnen uitwerken.

### België
In België heeft Jean Paul Van Bendegem zich beziggehouden met een aantal aspecten van de filosofie van de wiskunde, zoals de wiskundige praktijk.

## Websites
- Nico Krijn en Manuel Nepveu. Wiskunde en filosofie, 2004. voor de Universiteit Utrecht